# 3850 Peltier
3850 Peltier è un asteroide della fascia principale. Scoperto nel 1986, presenta un'orbita caratterizzata da un semiasse maggiore pari a 2,2347549 UA e da un'eccentricità di 0,1614273, inclinata di 5,26740° rispetto all'eclittica.
L'asteroide è stato così denominato in onore dell'astrofilo statunitense Leslie Copus Peltier, su suggerimento di David Levy e J. Mattei.